# Das Brandmal
Das Brandmal (Originaltitel Branded) ist ein US-amerikanischer Western unter Regie von Rudolph Maté mit Alan Ladd, Mona Freeman und Charles Bickford in den Hauptrollen. Der Film wurde von Paramount Pictures produziert und basiert auf dem 1934 veröffentlichten Roman Montana Rides Again von Frederick Schiller Faust. Die Premiere des Films fand am 23. Dezember 1950 in San Francisco statt. In der Bundesrepublik Deutschland kam er am 14. März 1952 in die Kinos.

## Handlung
Der Revolvermann Choya ist auf der Flucht. In seinem Lager in den Bergen wird er von Jefferson Leffingwell und dessen Begleiter Tattoo aufgespürt. Leffingwell erklärt Choya, dass er eine Theorie, die zu einer Ranch und Wohlstand führe, verfolge. Choya wird zum Partner und bekommt von Tattoo zur Bekräftigung ein Brandmal auf die Schulter gebrannt. Die Männer reiten los, um Vorräte zu besorgen. Dabei erschießt Leffingwell Tattoo, um nur noch durch zwei teilen zu müssen.
Als sie die Ranch von Richard Lavery erreichen, trennen sich Choya und Leffingwell. Choya fragt den Vorarbeiter Ransom um Arbeit. Der will keinen Revolvermann einstellen und wird von Choya niedergeschlagen. Lavery kommt mit seiner Tochter Ruth hinzu. Ruth bringt Ransom dazu, Choya doch einzustellen, da Arbeiter auf der Ranch benötigt werden. Abends begegnet Choya Ruth vor dem Ranchhaus. Sie erzählt ihm von ihrem lange vermissten Bruder, der im Alter von fünf Jahren entführt wurde. Auch eine von Lavery ausgesetzte Belohnung von 100.000 Dollar brachte keinen Erfolg, der Junge wurde nie wieder gesehen. Lavery kommt aus dem Haus und verlangt, dass sich Choya von seiner Tochter fernhalte. Choyas freche Antwort führt zu einem Faustkampf, wobei Choyas Brandmal enthüllt wird. Lavery unterbricht den Kampf, als er das Brandmal sieht, das einem Geburtsmal seines Sohnes gleicht.
Lavery erfährt, dass Choya keine Familie hat und sieht die Möglichkeit, dass er sein Sohn ist. Als er Choya seiner Frau vorstellt, erzählt der von einer Kindheitserinnerung über ein dreibeiniges Pferd. Diese Geschichte wurde ihm von Leffingwell erzählt. Nun ist das Ehepaar Lavery überzeugt, ihren Sohn vor sich zu haben. Choya wird als Richard jr. in die Familie eingeführt, doch die Tatsache, dass er lügen muss, bereitet ihm Unbehagen. Leffingwell erscheint auf der Ranch und wird eingestellt. Choya kann ihn von einem Mordanschlag auf Lavery abbringen. Stattdessen will er nur das Geld vom Viehverkauf an sich bringen und dann verschwinden.
Choya führt den Viehtrieb nach El Paso. Dort ändert er seine Meinung und zahlt den erhaltenen Scheck auf Laverys Konto ein. Er erfährt, dass die Spur des verschwundenen Jungen bis nach New Orleans verfolgt wurde. Da Leffingwell aus New Orleans stammt, hält er ihn für den Entführer, womit er sich auch Leffingwells Kenntnis der Kindheitserinnerung erklärt. In einem Hotelzimmer zwingt Choya seinen Partner zu einer Partie Russisches Roulette, um Leffingwell dadurch zu einem Geständnis zu bringen. Der gesteht die Entführung, allerdings wurde der Junge danach vom mexikanischen Banditen Rubriz gekidnappt. Choya verlangt, dass sich Leffingwell von den Laverys fernhält. Dann überbringt er Ruth, die den Viehtrieb begleitet hat, die Neuigkeiten. Er erzählt ihr auch die Wahrheit über sich und verlässt dann El Paso.
Lavery schwört, Choya zu finden und ihn dazu zu zwingen, als sein Sohn auf der Ranch zu leben. In der Zwischenzeit hat Choya den echten Sohn aufgespürt, der als Tonio bei Rubriz lebt. Tonio ist schockiert, als er seine wahre Herkunft erfährt. Als Leffingwell auftaucht, nimmt Rubriz Choya als Geisel. Tonio befreit Choya, zusammen flüchten sie, wobei Tonio verletzt wird. Rubriz nimmt mit seinen Männern, unter ihnen auch Leffingwell, die Verfolgung auf. In der Nacht schleichen sich Choya und Tonio ins Lager der Verfolger. Sie stehlen zwei Pferde und treiben die anderen fort. Leffingwell, der die beiden hindern will, wird von den Pferden zu Tode getrampelt.
Die beiden Flüchtigen schaffen es mit letzter Kraft über den Rio Grande und werden dort von Lavery und Ransom aufgelesen und zur Ranch gebracht. Auch Rubriz hat mit seinen Leuten den Rio Grande überquert und ist den beiden bis zur Ranch gefolgt. Rubriz kann Choya gefangen nehmen. Choya überzeugt Rubriz von Tonios Loyalität zu seinem Adoptivvater. Man einigt sich, dass Tonio Rubriz jederzeit besuchen darf, sonst aber auf der Lavery-Ranch bei seinen leiblichen Eltern lebt. Rubriz lässt Choya frei und reitet mit seinen Männern zurück. Choya versucht unbemerkt die Ranch zu verlassen, wird aber von Ruth aufgehalten.

## Produktion
| Figur                 | Darsteller       | Deutscher Sprecher  |
| --------------------- | ---------------- | ------------------- |
| Choya                 | Alan Ladd        | Curt Ackermann      |
| Richard Lavery        | Charles Bickford | Walter Holten       |
| Jefferson Leffingwell | Robert Keith     | Anton Reimer        |
| Rubriz                | Joseph Calleia   | Bum Krüger          |
| Tonio                 | Peter Hansen     | Wolfgang Preiss     |
| Mrs. Lavery           | Selena Royle     | Lili Schoenborn     |
| Ransom                | Tom Tully        | Wolfgang Eichberger |
| Bankangestellter      | Olan Soulé       | Harald Wolff        |

Gedreht wurde der Film vom 14. März bis 28. April 1950 in Arizona (u. a. Globe,  Douglas, Superstition Mountains, Dragoon Mountains, Chiricahua Mountains) und in Utah (Kanab), sowie in den Vasquez Rocks in Kalifornien. Studioaufnahmen entstanden in den Paramount-Studios in Hollywood. Zusätzliche Szenen wurden vom 10. bis zum 12. Juni 1950 gefilmt.
Roland Anderson und Hans Dreier oblag die künstlerische Leitung. Sam Comer und Ray Moyer waren für das Szenenbild zuständig mit Earl Hedrick als Assistenten. Das Kostümbild stammte von Edith Head, Wally Westmore und Glen Alden sorgten für das Maskenbild. Herbert Coleman war Regieassistent, Charles C. Coleman (nicht mit Herbert Coleman verwandt) war der Regisseur der Second Unit.
In einer kleinen nicht im Abspann erwähnten Nebenrolle trat Olan Soulé auf. Peter Hansen gab sein Filmdebüt. Die deutsche Synchronfassung entstand im Auftrag der Ultra-Film in München.

## Kritiken
Der US-amerikanische Aggregator Rotten Tomatoes erfasst 80 % wohlwollende Kritiken und ordnet den Film dementsprechend als „Frisch“ ein.

„Die aus dem Klischee herausfallende Story hält das Interesse an diesem gemächlichen Western wach.“

Die Filmzeitschrift Cinema sah eine „Schön bebilderte Böse-wird-Gut-Romanze.“
Bosley Crowther von der The New York Times beschrieb den Film als farbige Pferdeoper ohne besonderen Glanz. Der Zuschauer bekäme für sein Geld viel dummes Zeug zu sehen. Die Drehbuchautoren haben ein konventionelles Sortiment an Klischees zusammengestellt, die Regisseur Maté ohne Rhythmus, Sensation und Elan abfilmte.
Die Variety bezeichnete den Film als zufriedenstellenden Western, der ein wenig mehr Geschichte und Reiz als der Durchschnitt biete.
Manny Farber schrieb in der Wochenzeitschrift The Nation, der Film sei ein langatmiger aber straff geschnittener Western.
Der Kritiker des TV Guide sah einen Film mit einem exzellenten Ladd und wunderschönen Farbaufnahmen.